# Напразните усилия на любовта
„Напразни усилия на любовта“ (на английски: Love's Labour's Lost) е една от първите комедии на Уилям Шекспир. Написана е около 1595-96 г. и е публикувана за първи път през 1598 г.
През 2000 г. Кенет Брана прави филмова адаптация на пиесата, като действието в тази версия-мюзикъл се развива през 30-те години на XX век.

## Място на действието
Действието се развива в Навара.

## Действащи лица
- Фердинанд – крал на Навара
- Бирон, Лонгвил, Дюмен – благородници от двора на Краля
- Бойе, Меркаде – благородници от свитата на Принцесата
- Дон Адриано де Армадо – чудат испанец
- Отоц Натанаел – свещеник
- Олоферн – учител
- Пън – пристав
- Кратун – селяк
- Комарчето – паж на Армадо
- Френската принцеса
- Розалина, Мария, Катерина – дами от свитата на Принцесата
- Жакнета – селска мома
- Благородници, придружаващи Краля и Принцесата, Горски пазач, Слуги и др.